# Trixoscelis flavida
Trixoscelis flavida är en tvåvingeart som beskrevs av Axel Leonard Melander 1952. Trixoscelis flavida ingår i släktet Trixoscelis och familjen myllflugor. Inga underarter finns listade i Catalogue of Life.